# Herbulotides bongolava
Herbulotides bongolava är en fjärilsart som beskrevs av Pierre E.L. Viette 1975. Herbulotides bongolava ingår i släktet Herbulotides och familjen mätare. Inga underarter finns listade i Catalogue of Life.